# María Feliciana de los Ángeles Miranda
María Feliciana de los Ángeles Miranda, född 1700-talet, död 1812, var en salvadoransk krigshjältinna.
Hon deltog i motståndsrörelsen mot spanjorerna under självständighetskriget. Hon avled i spansk fångenskap, och förklarades senare som en salvadoransk nationalhjälte. 